# Пруды (Советский район)
Пруды́ (до 1945 года Абле́ш; укр.  Пруди, крымскотат. Ableş, Аблеш) — село в Советском районе Республики Крым, центр Прудовского сельского поселения (согласно административно-территориальному делению Украины — Прудовского сельского совета Автономной Республики Крым).

## Население
| 2001 | 2014  |
| ---- | ----- |
| 2747 | ↘1876 |

Всеукраинская перепись 2001 года показала следующее распределение по носителям языка
| Язык             | Процент |
| ---------------- | ------- |
| русский          | 71.71   |
| крымскотатарский | 15.47   |
| украинский       | 6.33    |
| другие           | 0.13    |

### Динамика численности
| - 1805 год — 159 чел. - 1864 год — 65 чел. - 1886 год — 113 чел. - 1889 год — 159 чел. - 1892 год — 100 чел. - 1900 год — 109 чел. - 1904 год — 68 чел. - 1911 год — 113 чел. | - 1915 год — 100/101 чел. - 1926 год — 349 чел. - 1939 год — 245 чел. - 1974 год — 1748 чел. - 1989 год — 3037 чел. - 2001 год — 2747 чел. - 2009 год — 2620 чел. - 2014 год — 1876 чел. |

## Современное состояние
На 2017 год в Прудах числится 9 улиц; на 2009 год, по данным сельсовета, село занимало площадь 187 гектаров на которой, в 809 дворах, проживало 2620 человек.
Действуют средняя общеобразовательная школаа, аграрный техникум, детский сад «Алёнушка», сельский дом культуры, библиотека-филиал № 12, отделение почты России, амбулатория общей практики семейной медицины, аптечный пункт № 94, храм Святаго Духа, мечеть «Аблеш джамиси». Пруды связаны автобусным сообщением с райцентром, Симферополем и соседними населёнными пунктами.

## География
Пруды — село на юго-западе района, у стыка границ Нижнегорского и Белогорского районов, на правом берегу реки Кучук-Карасу, высота центра села над уровнем моря — 139 м. Считается последним по долине селом предгорий Внутренней гряды Крымских гор у начала степной зоны Крыма. Ближайшие сёла — Привольное в 4 км на восток, Зыбины в 3 км на запад и Павловка в 4,5 км на юг — оба Белогорского района и Приречное Нижнегорского в 3,5 км на север. Райцентр Советский — примерно в 27 километрах (по шоссе), там же ближайшая железнодорожная станция — Краснофлотская (на линии Джанкой — Феодосия). Транспортное сообщение осуществляется по региональной автодороге 35Н-581 Советский — Пруды — Зыбины (по украинской классификации — С-0-11424).

## История
Немецкая лютеранская колония Ней-Гофнунгсталь (нем. Neu-Hoffnungstal) — «Новая долина надежды», или Аблеш немецкий, была основана в Шейих-Монахской волости Феодосийского уезда, на 4200 десятинах земли в 1864 году и на год основания насчитывала 64 жителя. Колонию основали на месте старинной татарской деревни Аблеш, первое упоминание которой встречается в Камеральном Описании Крыма… 1784 года, судя по которому, в последний период Крымского ханства Аблеш входил в Кучук Карасовский кадылык Карасъбазарскаго каймаканства. После присоединения Крыма к России (8) 19 апреля 1783 года, (8) 19 февраля 1784 года, именным указом Екатерины II сенату, на территории бывшего Крымского Ханства была образована Таврическая область и деревня была приписана к Левкопольскому, а после ликвидации в 1787 году Левкопольского — к Феодосийскому уезду Таврической области. После Павловских реформ, с 1796 по 1802 год, входила в Акмечетский уезд Новороссийской губернии. По новому административному делению, после создания 8 (20) октября 1802 года Таврической губернии, Аблеш был включён в состав Урускоджинской волости Феодосийского уезда.
По Ведомости о числе селении, названиях оных, в них дворов… состоящих в Феодосийском уезде от 14 октября 1805 года , в деревне Аблеш числилось 18 дворов и 159 жителей. На военно-топографической карте генерал-майора Мухина 1817 года деревня Аблаш обозначена с 30 дворами. После реформы волостного деления 1829 года Аблеш, согласно «Ведомости о казённых волостях Таврической губернии 1829 года», отнесли к Бурюкской волости (переименованной из Урускоджинской). На карте 1836 года в деревне 30 дворов, как и на карте 1842 года.
В 1860-х годах, после земской реформы Александра II, деревню приписали к Шейих-Монахской волости. В 1860-х годах, после земской реформы Александра II, деревню приписали к Шейих-Монахской волости. Согласно «Списку населённых мест Таврической губернии по сведениям 1864 года», составленному по результатам VIII ревизии 1864 года, Багальчак, или Аблеш — владельческая деревня татарская и немецких колонистов с 16 дворами и 65 жителями при речке Кучук-Кара-Су и примечанием, что это, собственно, 2 смежных села. В 1865 году в Нейгофнунгстале была открыта начальная немецкая школа (со сроком обучения 7 лет). Преподавались Закон Божий, немецкий и русский языки, арифметика, география, чистописание, черчение, пение. В 1891 году в школе обучалось 25 мальчиков и 11 девочек.
4 июня 1871 года были высочайше утверждены Правила об устройстве поселян-собственников (бывших колонистов)…, согласно которым образовывалась немецкая Цюрихтальская волость и Аблеш включили в её состав. На трёхверстовой карте Шуберта 1865—1876 года Аблеш обозначен всего с 2 дворами (в пределах современного села значится ещё Яни-Кой (Новая деревня) с 10 дворами, в других доступных источниках не встречающаяяся. На 1886 год в немецкой колонии  Нейгофнунгсталь (она же Аблаш-Багалчак, (нем. Neu-Hoffnungstal), «Новая долина надежды»), согласно справочнику «Волости и важнѣйшія селенія Европейской Россіи», проживало 113 человек в 18 домохозяйствах, действовали молитвенный дом, школа и лавка. По «Памятной книге Таврической губернии 1889 года», по результатам Х ревизии 1887 года, в Аблеше числилось 30 дворов и 159 жителей. По «…Памятной книжке Таврической губернии на 1892 год» в безземельной деревне Аблеш, не входившей ни в одно сельское общество, числилось 100 жителей, домохозяйств не имеющих.
После земской реформы 1890-х годов деревню приписали к Андреевской волости. На верстовой карте 1896 года в деревне Старый Аблеш обозначено 34 двора с немецким населением. В 1898 году построен лютеранский храм. По «…Памятной книжке Таврической губернии на 1900 год» в деревне Аблеш, входившей в Аблешское сельское общество, числилось 109 жителей в 15 дворах, в 1904 — 68 и 113 жителей в 1911 году. На 1914 год в селении действовало немецкое земское училище. По Статистическому справочнику Таврической губернии. Ч.II-я. Статистический очерк, выпуск пятый Феодосийский уезд, 1915 год, в селе Аблеш немецкий (Ней-Гофнунгсталь) Андреевской волости Феодосийского уезда числилось 36 дворов (24 дворов с землёй, 12 — безземельные) с немецким населением в количестве 100 человек приписных жителей и 101 — «посторонних», из которых 111 мужчин и 90 женщин. Жители владели 3802 десятинами удобной земли. В хозяйствах имелось 206 лошадей, 245 волов, 128 коров и 151 голова мелкого скота.
После установления в Крыму Советской власти, по постановлению Крымревкома № 206 «Об изменении административных границ» от 8 января 1921 года была упразднена волостная система и село вошло в состав Ичкинского района Феодосийского уезда, а в 1922 году уезды получили название округов. 11 октября 1923 года, согласно постановлению ВЦИК, в административное деление Крымской АССР были внесены изменения, в результате которых округа были отменены, Ичкинский район упразднили, включив в состав Феодосийского в состав которого включили и село. Согласно Списку населённых пунктов Крымской АССР по Всесоюзной переписи 17 декабря 1926 года, в селе Аблеш (немецкий), Саурчинского сельсовета Феодосийского района, числилось 102 двора, из них 79 крестьянских, население составляло 349 человек, из них 294 немца, 40 русских, 9 болгар, 4 украинца, 2 грека, действовала немецкая школа I ступени (пятилетка). В 1929 году в Аблеше была создана артель «Рекорд» из 21 семьи, которая в 1930 году реорганизована в колхоз «Гигант», а потом — в «Завет Ленина». Постановлением ВЦИК «О реорганизации сети районов Крымской АССР» от 30 октября 1930 года Феодосийский район был упразднён и был создан Сейтлерский район (по другим сведениям 15 сентября 1931 года), в который включили село, а, с образованием в 1935 году Ичкинского — в состав нового района. Видимо, в ходе той же реорганизации, был образован Аблешский сельсовет, поскольку на 1940 год он уже существовал (в коем состоянии село пребывает всю дальнейшую историю). По данным всесоюзной переписи населения 1939 года в селе проживало 245 человек. Вскоре после начала Великой Отечественной войны, 18 августа 1941 года крымские немцы были выселены, сначала в Ставропольский край, а затем в Сибирь и северный Казахстан.
После освобождения Крыма от фашистов, 12 августа 1944 года было принято постановление № ГОКО-6372с «О переселении колхозников в районы Крыма» и в сентябре 1944 года в район приехали первые новоселы (180 семей) из Тамбовской области, а в начале 1950-х годов последовала вторая волна переселенцев из различных областей Украины. Указом Президиума Верховного Совета РСФСР от 21 августа 1945 года Аблеш был переименован в Пруды и Аблешский сельсовет — в Прудовский. С 25 июня 1946 года Пруды в составе Крымской области РСФСР, а 26 апреля 1954 года Крымская область была передана из состава РСФСР в состав УССР. Указом Президиума Верховного Совета УССР «Об укрупнении сельских районов Крымской области», от 30 декабря 1962 года Советский район был упразднён и село присоединили к Нижнегорскому. 1 марта 1965 года был создан совхоз-завод имени Симиренко. 8 декабря 1966 года Советский район был восстановлен и село вновь включили в его состав. 9 сентября 1977 года, приказом Крымского областного управления профессионально-технического образования, в селе было открыто сельское среднее профессионально-техническое училище № 7, постановлением ЦК КПСС и Совмина СССР от 12 апреля 1984 года переименованное в СПТУ № 47. В 2003 году ПТУ № 47 переименовано в «Прудовский профессиональный аграрный лицей», с 1 января 2015 года преобразованный в «Прудовский аграрный техникум». По данным переписи 1989 года в селе проживало 3037 человек. С 12 февраля 1991 года село в восстановленной Крымской АССР, 26 февраля 1992 года переименованной в Автономную Республику Крым. С 21 марта 2014 года — в составе Республики Крым России.